# 连城郡
连城郡，中国唐朝时设置的郡。
唐玄宗天宝元年（742年），改义州置连城郡。治所在岑溪县（今广西岑溪市东二十里归义镇）。下辖岑溪县、永业县（今广西岑溪市大业镇）、连城县（今广西岑溪市大隆镇）。辖境相当今广西岑溪县等地。唐肃宗乾元元年（758年）改为义州。